# Тувинци
Тувинци (рус. тувинцы) су туркијски народ, који претежно живи на територији сјеверног Сибира, у Русији, односно у Републици Тува, у којој чини 88% становништва. Тувинци су већином будистичке вјероисповести, а говоре тувинским језиком, који спада у туркијску групу алтајске породице језика. Језик има мноштво позајмљеница из монголског језика, и неколико речи из руског језика. Тувински језик се пише измијењеном верзијом руске ћирилице, уз три додатна слова: Ңң (: []), Өө (: []), Үү (: []).
Укупно их има око 300.000. Тувинци спадају у националне мањине које живе на крајњем сјеверу Руске Федерације и уживају посебна права која припадају народима са крајњег сјевера. Поред Руске Федерације, Тувинци насељавају и државе Монголију, Кину и Украјину, гдје се налази најмањи број Тувинаца, који је према попису из 2001. износио 43 припадника овог народа. Главно занимање Тувинаца кроз историју је било сточарство, народ су који је много пажње посветио бризи о својим стадима, оваца, коза, камила, јелена и разне друге стоке. Традиционални дом Тувинаца је Јурта, врста шатор-дома, који користе многа номадска племена. Један од најпознатијих припадника Тувинског народа је Сергеј Шојгу, руски политичар и актуелни министар одбране Руске Федерације.